# Nico Elsker
Nico Elsker, nome artístico de Nicolás Otero, é um drag king, performer, ator e animador espanhol.

## Primeiros anos
Nico formou-se em interpretação textual pela Escola Superior de Arte Dramática da Galicia.

## Carreira
Começou sua carreira como drag em 2014, trabalhando na companhia de teatro drag Marinita y sus Maromas. Nico começou a atuar como drag king durante sua transição de gênero como homem trans.

Fiquei fascinado pela forma como o corpo feminino utilizava ferramentas de caracterização para se transformar em corpos masculinos. Naquela época pensar em hormônios era quase ficção científica para mim, então levei isso para a atuação, para ser ator.
Depois da sua experiência no teatro começou a atuar em casas de música e cabarés locais na Galicia, colaborando também com a drag queen de Vigo Cristian de Samil. Embora tenha começado em 2014, Nico conta que nesta altura não havia visibilidade sobre a cultura drag king em Espanha, pelo que inicialmente desenvolveu a sua atividade sem referências locais.
Competiu em 2018 no concurso Noite Drag, organizado pela Nósmasmas, associação de Vigo para a luta de mulheres lésbicas, bissexuais e trans. Um ano depois atuou em Pontevedra para o espectáculo de drag "Marikas x la fiesta".
Em 14 de julho de 2022, ele se apresentou no teatro DT Espacio Escánico em Madri como parte do espetáculo 'Cabaret Drag King', junto com os colegas artistas Chile Güero, Hapi Hapi, Toñito Man Xao, Marcus Massalami e Aytor Menta. Em agosto do mesmo ano apresentou a peça Contos invertidos no Teatro Gorrilla.

## Vida pessoal
Elsker é um homem transgênero.

## Sites externos
- PERFORMANCE - APRESENTAÇÃO NICO ELSKER no YouTube